# Río Colorado (Aconcagua)
El río Colorado es un curso de agua que nace en la alta Cordillera de los Andes, fluye en la Provincia de Aconcagua de norte a sur hasta su confluencia con el río Juncal.
Según un nuevo mapa del Instituto Geográfico Militar, la confluencia de los ríos Colorado y Juncal da inicio al río Aconcagua. Sin embargo, hasta ahora es usual nombrar al "río Aconcagua" al río que nace de la unión del río Blanco y el río Juncal.: 1 

## Trayecto
El río Colorado nace al pie del paso del Rubio, de los esteros del Portillo Hondo y de Los Azu. En su trayecto de 58 km recibe las agua del río Blanco, drena una amplia porción del cordón limítrofe y recibe, por lo tanto, numerosos tributarios, entre los cuales se cuentan el río Riecillos, el estero de Las Piedras y quebrada El Tordillo. Por la derecha recibe los esteros del Bolsillo, los Columpios del Diablo, Lagunillas y El Maitén. El Colorado desemboca finalmente en el Río Aconcagua.

## Caudal y régimen
El informe de la Dirección General de Aguas concluye sobre el régimen del Colorado que la subcuenca Alta del Aconcagua, es decir el área drenada por la parte alta del río Aconcagua, desde su nacimiento hasta la estación fluviométrica Aconcagua en Chacabuquito, y por sus afluentes cordilleranos: Blanco, Juncal y Colorado, muestra un régimen netamente nival, con mayores crecidas en diciembre y enero, y estiajes en el trimestre junio, julio, agosto.: 60 

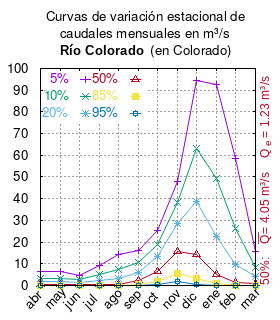
Curva de variación estacional del río Colorado en Colorado.

El caudal del río (en un lugar fijo) varía en el tiempo, por lo que existen varias formas de representarlo. Una de ellas son las curvas de variación estacional que, tras largos periodos de mediciones, predicen estadísticamente el caudal mínimo que lleva el río con una probabilidad dada, llamada probabilidad de excedencia. La curva de color rojo ocre (con {\displaystyle {\color {Red}\vartriangle }}) muestra los caudales mensuales con probabilidad de excedencia de un 50%. Esto quiere decir que ese mes se han medido igual cantidad de caudales mayores que caudales menores a esa cantidad. Eso es la mediana (estadística), que se denota Qe, de la serie de caudales de ese mes. La media (estadística) es el promedio matemático de los caudales de ese mes y se denota {\displaystyle {\overline {Q}}}. 
Una vez calculados para cada mes, ambos valores son calculados para todo el año y pueden ser leídos en la columna vertical al lado derecho del diagrama. El significado de la probabilidad de excedencia del 5% es que, estadísticamente, el caudal es mayor solo una vez cada 20 años, el de 10% una vez cada 10 años, el de 20% una vez cada 5 años, el de 85% quince veces cada 16 años y la de 95% diecisiete veces cada 18 años. Dicho de otra forma, el 5% es el caudal de años extremadamente lluviosos, el 95% es el caudal de años extremadamente secos. De la estación de las crecidas puede deducirse si el caudal depende de las lluvias (mayo-julio) o del derretimiento de las nieves (septiembre-enero).

## Historia
Francisco Solano Asta-Buruaga y Cienfuegos escribió en 1899 en su obra póstuma Diccionario Geográfico de la República de Chile sobre el río:
Río Colorado.-—Afluente del Aconcagua de regular caudal formado en el centro de la cordillera de los Andes en la parte oriental del departamento de San Felipe por los dos riachuelos de Aliste y de la Gloria. Desde la unión de estos corre hacia el S. entre escarpadas y desnudas sierras y confluye en la derecha de aquel río á unos 18 kilo metros al E. de la ciudad de Santa Rosa. Poco antes de su confluencia cruza por un puente, á 1,280 metros de altitud, el camino del boquete de Uspallata. Junto á ese puente existe el resguardo de aduana por los 32º 50' Lat. y 70° 33' Lon. El nombre lo toma del color rojizo que suelen dar á sus aguas las arcillas que arrastra.
Luis Risopatrón lo describe en su Diccionario Jeográfico de Chile (1924) sobre el río:: 111 
Colorado (Rio). Recibe las aguas de las faldas W del cordón limitáneo con la Arjentina i corre con veloz corriente, con aguas abundantes, que llevan en suspensión un limo rojizo que le da el nombre, las que se tornan claras i escasas en el otoño; corre hacia el S en un cajon estrecho i profundo, en el que se hallan cobres arjentíferos i minas de plata, deja algunas faldas pastosas poco aprovechadas, a causa de los malos senderos i del peligro de los vados, que se hacen mui temibles en la parte inferior en los meses de abundancia de aguas i concluye por juntarse con el rio Juncal, para formar el Aconcagua, en El Resguardo. El sendero no ofrece dificultad en la parte superior, hasta la desembocadura del rio Blanco, en cuyo trecho se encuentra leña, sigue en zig-zags por el lecho del rio, entre grandes peñascos, sube la cuesta de Las Delicias, mui pesada i peligrosa i continúa por la márjen W; asciende tan luego como desciende un centenar de metros, para salvar las diversas quebradas laterales i prosigue en las planicies de la misma márjen, a unos mil metros de altura sobre el cauce. Su hoya hidrográfica comprende unos 900 km² de superficie. 2, 34, p. 388, 389 i 391; 61, XV, p. 51, 57 i 66: 62, II, p. 220; 63, p. 190; 66, p. 229; 119, p. 58; 134; 155, p. 665; i 156.